# War Admiral
War Admiral, född den 2 maj 1934 på Faraway Farm i Lexington i Kentucky i USA, död den 30 oktober 1959, var en amerikansk galopphäst. Han var mest känd för att ha blivit den 4:e hästen som tagit en Triple Crown 1937. Han är även känd för att varit Seabiscuits ärkerival i loppet Match Race of the Century 1938.

## Karriär
War Admiral föddes på Faraway Farm in Lexington i Kentucky efter hingsten Man O' War, som även han ägdes av Samuel D. Riddle, och under stoet Brushup. War Admiral tränades under tävlingskarriären av George Conway och reds av Charles Kurtsinger. Under tävlingskarriären sprang War Admiral in 273 240 dollar på 26 startar, varav 21 segrar, 3 andraplatser och en tredjeplats. 
Som tvååring segrade War Admiral i tre av sina sex starter, men kullens stjärna ansågs ändå vara Pompoon, som segrade över War Admiral i National Stallion Stakes.
Då Riddle in anmält hans pappa Man O' War till 1920 års upplaga av Kentucky Derby, eftersom han inte gillade att tävla utanför New York och Maryland, gjorde han ett undantag för War Admiral. I 1937 års upplaga av Kentucky Derby startade han som spelfavorit, och höll undan till seger med 1 3⁄4 längd till rivalen Pompoon. En vecka senare kördes Preakness Stakes, och War Admiral fick även där duellera mot Pompoon. Efter en hård upploppsduell stod War Admiral som segrare efter att ha vunnit med ett huvud.
Den 5 juni 1937 startade War Admiral i Belmont Stakes, återigen som spelfavorit, och segrade med tre längder, på tiden 2:283⁄5, som tangerade det amerikanska rekordet för 1 1⁄2 miles, och slog pappan Man O' Wars banrekord med en femtedels sekund. War Admiral blev därmed den fjärde hästen att ta en Triple Crown. Efter loppet märkte man att War Admiral skadat sig under loppet, då hans mage och ben var blodiga, något som gjorde att han missade större delen av sommarens lopp, men gjorde comeback i oktober samma år.
Som fyraåring 1938 tog han åtta segrar i större löp. Den 1 november 1938 mötte han ett år äldre Seabiscuit i Pimlico Special, i vad som skulle komma att kallas Match Race of the Century. Seabiscuit vann med fyra längder och slog även banrekordet.

### Död
War Admiral var efter tävlingskarriären verksam som avelshingst vid Faraway Farm fram till 1958. Han flyttades då till Hamburg Place, där han avled 1959.